# Диоцез Ньюкасла
Диоцез Ньюкасла (англ. Diocese of Newcastle) — епархия Церкви Англии в составе провинции Йорк на северо-востоке Англии у границы с Шотландией, с престолом в городе Ньюкасл-апон-Тайн. Данный диоцез является одной из первых и немногих епархий церкви Англии, где епископом стала женщина (Кристин Хардман в 2015 году), и единственной, где женщины занимали пост епископа дважды.
Диоцез Ньюкасла был образован в 1882 году указом королевы Виктории, выделившей часть диаконатов, расположенных к северу от реки Тайн, из Даремского диоцеза. В настоящее время епархия целиком охватывает графство Нортумберленд, большую часть графства Тайн-энд-Уир и восточную часть графства Камбрия.  
Главный собор епархии — собор святого Николая в Ньюкасле, бывшая приходская церковь, получившая статус собора в 1882 году. Епископ в настоящее время — Хелен-Энн Хартли (с 2023 года).

## Список епископов диоцеза
| Епископы Ньюкасла | Епископы Ньюкасла | Епископы Ньюкасла    |
| С                 | По                | Должность занимал(а) |
| ----------------- | ----------------- | -------------------- |
| 1882              | 1896              | Эрнест Уиблерфорс    |
| 1896              | 1903              | Эдгар Джейкоб        |
| 1903              | 1907              | Артур Ллойд          |
| 1907              | 1915              | Норман Стратон       |
| 1915              | 1927              | Герберт Уайлд        |
| 1927              | 1941              | Гарольд Билбро       |
| 1941              | 1957              | Ноэль Гудзон         |
| 1957              | 1972              | Хью Эшдаун           |
| 1973              | 1980              | Рональд Боулби       |
| 1981              | 1997              | Алек Грэм            |
| 1997              | 2014              | Мартин Уортон        |
| 2014              | 2015              | Фрэнк Уайт (и. о.)   |
| 2015              | 2021              | Кристин Хардман      |
| 2021              | 2023              | Марк Роу (и. о.)     |
| 2023              | н. в.             | Хелен-Энн Хартли     |
| Источники:        |                   |                      |